# Gershom Cox
Gershom Cox (Birmingham, Março de 1863 – Gravesend, Setembro de 1940) foi um futebolista inglês, famoso ter sido o autor do primeiro gol contra oficial da história do futebol.
Gershom atuava como zagueiro, e a equipe mais famosa que defendeu foi o Aston Villa, clube pelo qual atuou em 102 partidas. Ele foi um dos 3 jogadores do Aston Villa que disputou todos os 22 jogos do campeonato e as 3 partidas da FA Cup na temporada inaugural da Liga de Futebol de 1888-89. Em 1992, ele ajudou a equipe a conquistar o vice-campeonato da FA Cup, chegando a disputar a final contra o West Bromwich Albion.

## O Marco Zero dos Gols Contra
O famoso gol contra de Gershom foi marcado no dia 8 de setembro de 1888, no duelo entre Wolverhampton Wanderers e o Aston Villa, válido pela liga inglesa daquela temporada. Durante 125 anos, este seu gol foi considerado também como sendo o primeiro gol da história a ser anotado em um campeonato nacional de futebol. Em 2013, porém, uma pesquisa realizada por Robert Boyling em uma biblioteca encontrou registros de que o jogo disputado por Gershom Cox começou meia hora depois do que todos pensavam. Isto  foi fundamental para a reparação do erro na identificação do autor do gol 1 do futebol em campeonatos nacionais, que, desde então, passou a ser creditado a Kenny Davenport.. De qualquer forma, o gol de Gershom Cox entrou para os anais do futebol, já que é considerado o primeiro gol contra oficial da história deste esporte.

## Estatísticas

### Aston Villa
Segundo o site "Aston Villa Player Database", Gershom defendeu as cores do Aston Villa em 102 oportunidades, sendo 87 partidas da Liga e 15 da Copa
| Temporada | Partidas | Gols |
| --------- | -------- | ---- |
| 1887-88   | 4        | 0    |
| 1888-89   | 25       | 0    |
| 1889-90   | 20       | 0    |
| 1890-91   | 22       | 0    |
| 1891-92   | 20       | 0    |
| 1892-93   | 11       | 0    |
| TOTAL     | 102      | 0    |